# Samsung Galaxy A54 5G
Samsung Galaxy A54 5G là điện thoại thông minh chạy hệ điều hành Android tầm trung do Samsung Electronics phát triển và sản xuất như một phần của dòng Galaxy A. Thiết bị này được công bố vào ngày 15 tháng 3 năm 2023 và được phát hành và có sẵn vào ngày 24 tháng 3 năm 2023.

## Thiết kế

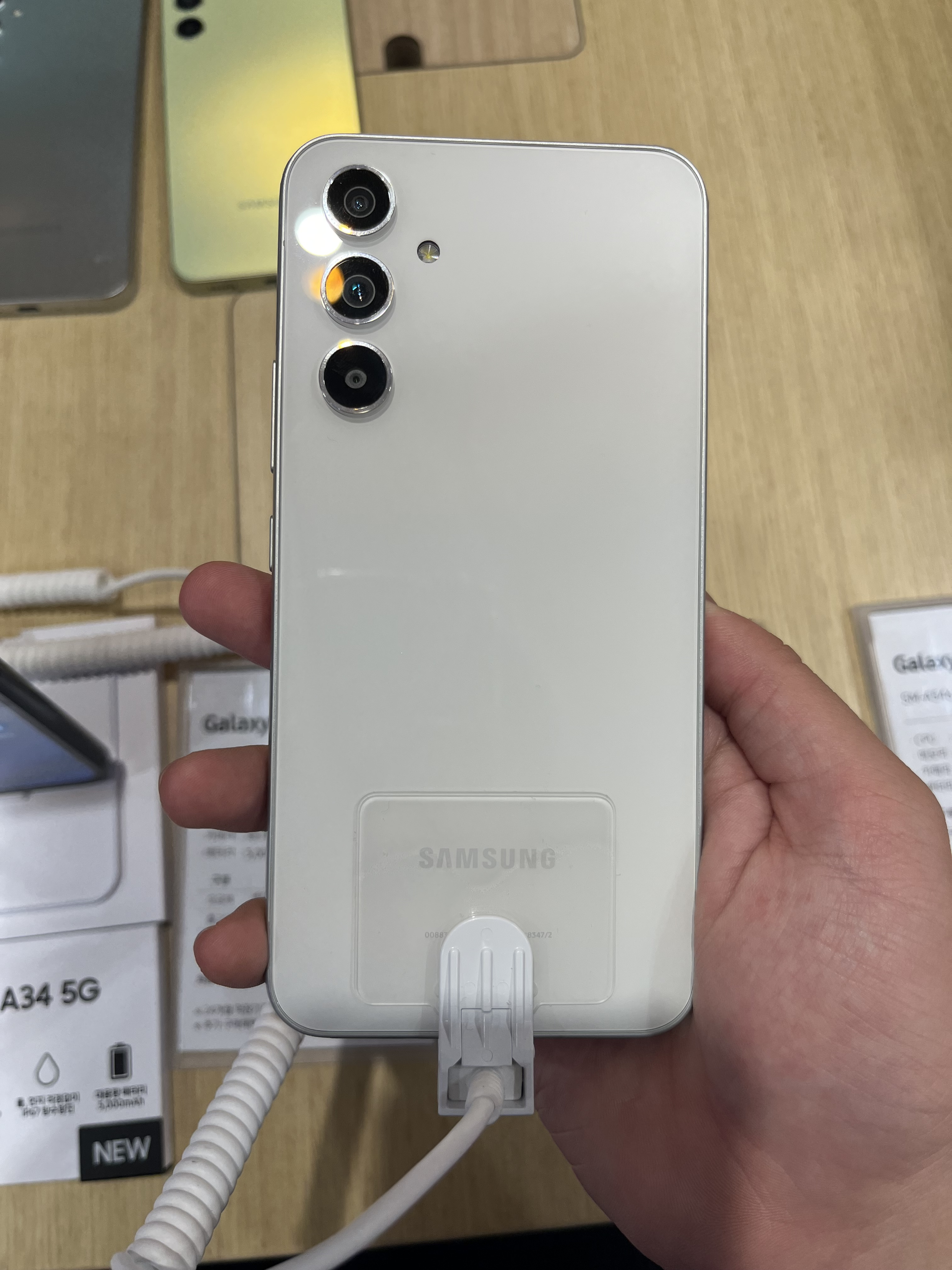
Mặt lưng của Samsung Galaxy A54 5G

Mặt trước và mặt sau được làm bằng kính cường lực Gorilla Glass 5. Nó bóng ở mặt sau, không giống như mặt kính mờ trên Galaxy S23. Khung được làm bằng nhựa mờ.
Samsung Galaxy A54 5G bị loại bỏ một camera so với mẫu máy tiền nhiệm.
Galaxy A54 5G, giống như Samsung Galaxy A53 5G, không có giắc âm thanh 3,5 mm. So với mẫu máy tiền nhiệm, nó có màn hình hiển thị nhỏ hơn 0,1 inch ở mức 6,4 inch. Ngoài ra, Galaxy A54 5G được bảo vệ chống ẩm và bụi theo tiêu chuẩn IP67.
Ở phía dưới là cổng kết nối USB-C, loa ngoài, micro và tùy từng phiên bản sẽ có khe cắm 1 SIM và thẻ nhớ microSD lên đến 1 TB hoặc khe cắm lai 2 SIM. Micrô thứ hai nằm trên đỉnh. Ở cạnh phải là các nút âm lượng và nút khóa.

### Màu sắc
Tại thị trường Việt Nam, có ba phiên bản màu chính thức: Đen Chiến Binh, Tím Tinh Anh, Xanh Dũng Mãnh.
| Màu | Tên            |
| --- | -------------- |
|     | Đen Chiến Binh |
|     | Tím Tinh Anh   |
|     | Xanh Dũng Mãnh |